# Курортное озеро
Куро́ртное или Четвёртое о́зеро — искусственное озеро в городе Нальчик в Кабардино-Балкарской Республике. Четвёртый по последовательности искусственный водоём, созданный в середине XX века в городском парке.

## Географическое положение
Озеро расположено в южной части города Нальчик, в курортном районе Долинск, на высоте 577 метров над уровнем моря. С юга и востока озеро окружено отрогами Лесистого хребта.

## Характеристика
Искусственное озеро было создано в начале 1960 года у северного подножия горы Большая Кизиловка. Водой оно наполняется из горной реки Нальчик, протекающей к юго-востоку от озера.
Абсолютная глубина озера колеблется в разные сезоны года. Летом максимальная глубина достигает 7 метров, при средней глубине озера в 3 метра. Весной и осенью максимальная глубина составляет около 4-5 метров. Зимой озеро осушается, для его чистки.

## Досуг
Из четырёх озёр, ныне только в Курортном озере разрешено купание. Купальный сезон длится с конца мая до начала октября. Северное и восточное побережье озера оборудованы под детские пляжи. Функционируют спасательные службы. Берега озера высажены плакучей ивой.
Другим видом отдыха являются различные развлечения на воде. Так на озере можно покататься на катамаранах, лодках и водных велосипедах.
До середины 1990-х годов над озером проходила канатная дорога, шедшая на вершину горы Большая Кизиловка. В 2014 году канатная дорога была демонтирована.

## Галерея

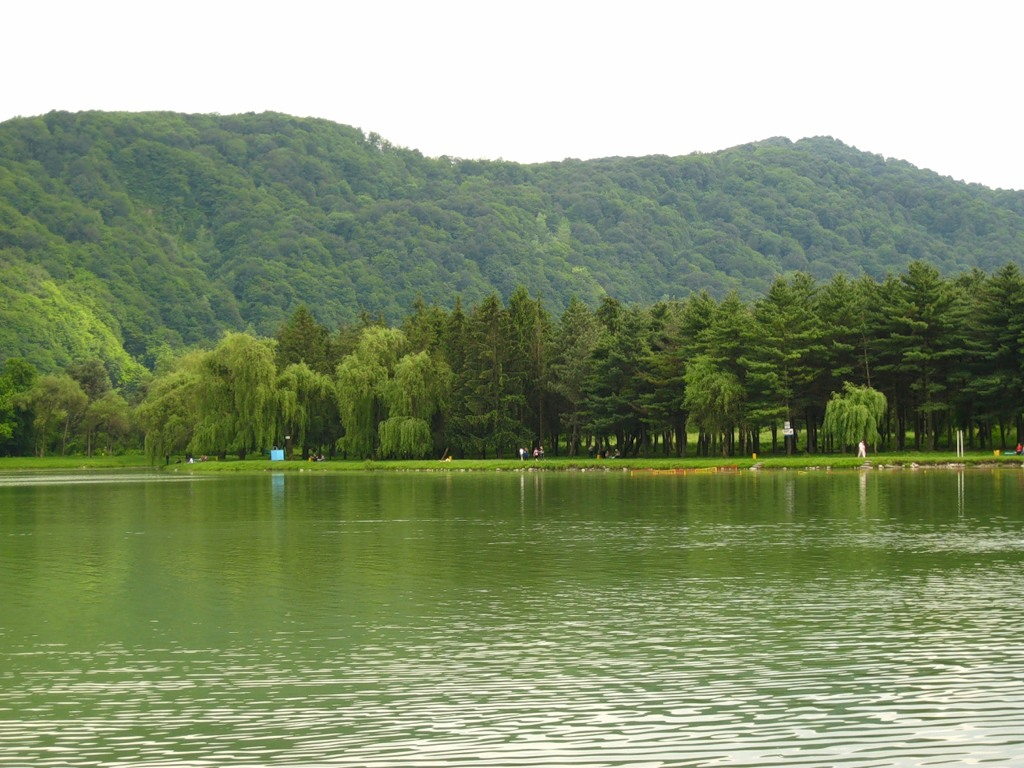
Вид на южный берег озера
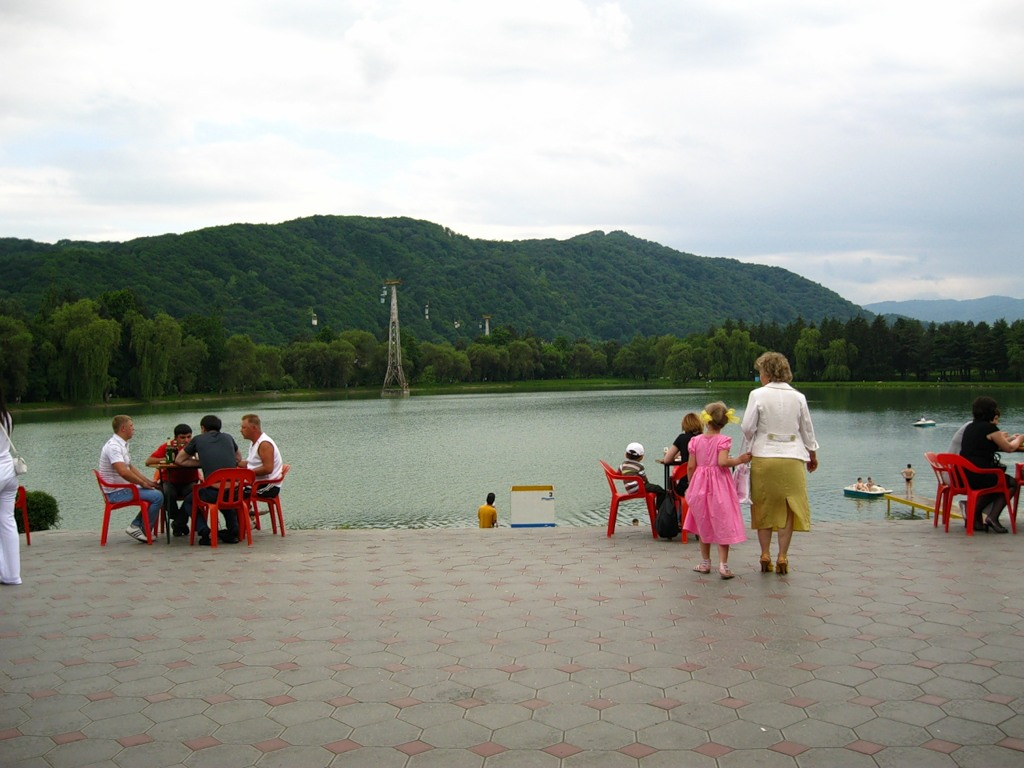
Вид на озеро с северного побережье
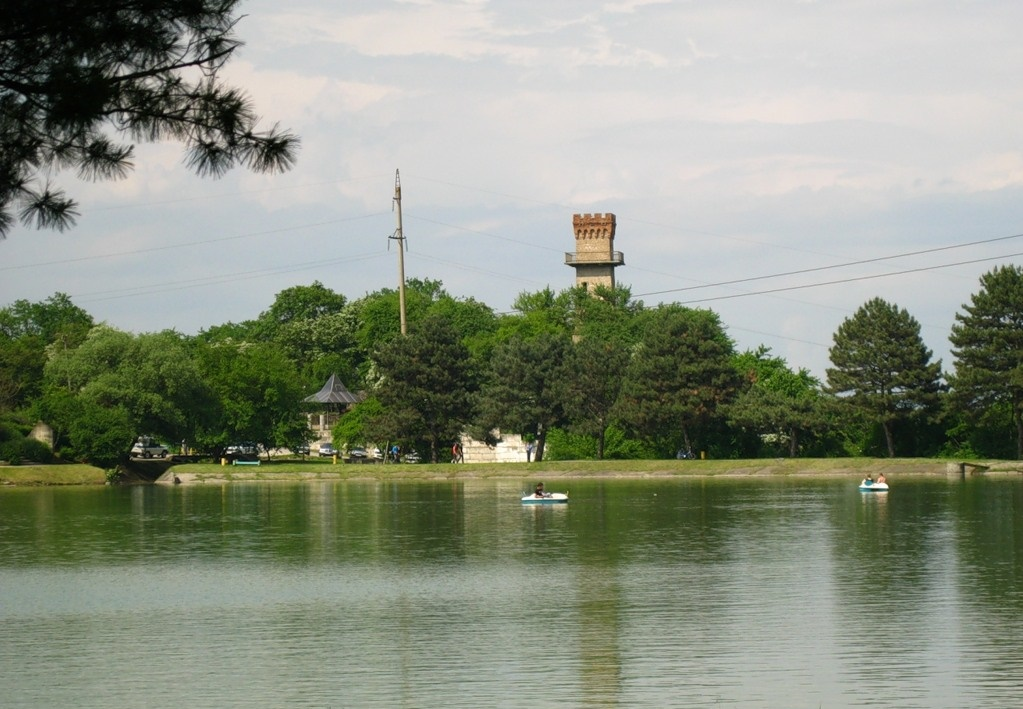
Вид с озера на сторожевую башню
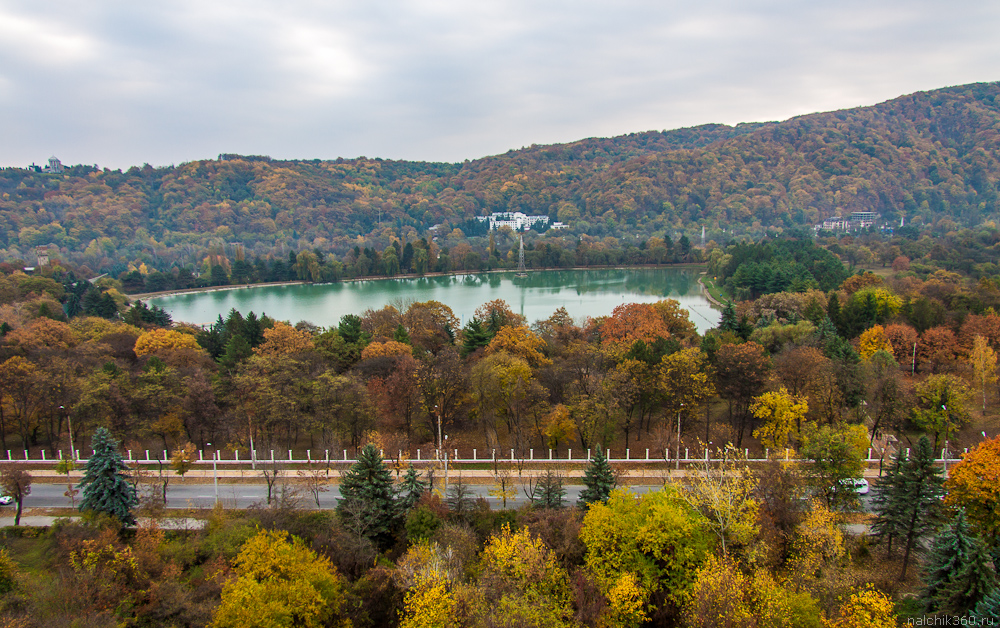
Вид на озеро в позднюю осень